# ゲブハルツハイン
ゲブハルツハイン (独: Gebhardshain)はドイツ連邦共和国 ラインラント＝プファルツ州アルテンキルヒェン郡にある町村。ヴェスターヴァルト山地にあり、ジーゲンの南西約20kmに位置する。ゲブハルツハイン連合自治体 (独: Verbandsgemeinde Gebhardshain) の行政庁所在地でもある。